# 巴基斯坦三軍情報局
巴基斯坦三军情报局（簡稱ISI）是巴基斯坦最大的情报機關，成立於1948年，其主要职能类似美国的中央情報局及英國的軍情六處。其总部原先位于拉瓦尔品第，后迁往伊斯兰堡。现任局长为纳迪姆·安朱姆上將，於2021年11月20日就任。

## 组织机构
- 联合情报处X（JIX），负责协调三军情报局其他所有的部门。[2]
- 联合情报处（JIB），负责收集政治情报。[2]
- 联合反情报处（JCIB） [2]
- 联合情报北方处（JIN）
- 联合情报综合处（JIM）
- 联合信号情报处（JSIB）
- 联合情报技术处（JIT）

## 恐怖主義援助指控
1990年代後期三軍情報局就開始扶植虔誠軍、穆罕默德軍等伊斯蘭極端主義份子。
2007年，阿富汗当局表示一名被扣押的塔利班發言人哈尼在审讯过程中承认穆罕默德·奥马尔正在受到巴基斯坦三军情报局的保护，住在巴基斯坦的奎达市。
2008年，阿富汗政府指责巴基斯坦三军情报局介入了先前针对阿富汗总统卡尔扎伊的未遂暗杀行动。
2010年，伦敦政治经济学院發表一份报告，指有确凿证据显示巴基斯坦三军情报局不仅为阿富汗的塔利班好战分子提供资金、训练和避难所，甚至还是塔利班领导委员会的成员。
2010年另有報道指巴基斯坦三军情报局要求塔利班杀掉所有人，包括警察、军人和平民，以威吓人民。
2011年，美國法院審訊涉嫌參與2008年孟買連環恐怖襲擊的疑犯塔哈瓦尔·拉纳，有證人指稱巴基斯坦三军情报局是「虔诚军」和「穆罕默德军」等伊斯蘭極端组织的保护伞，三军情报局向他们提供军事和财务上的支援和训练，在制定攻击孟买的计划时，虔诚军和三军情报局之间合作非常密切。

## 延伸閱讀
- Ayub, Muhammad, , Pittsburgh: RoseDog Books, 2005, ISBN 0-8059-9594-3
- Jan, Abid Ullah, , Ottawa: Pragmatic Publishing, 2006, ISBN 0-9733687-6-4
- Yousaf, Mohammad; Adkin, Mark, , Barnsley: Leo Cooper, 2001, ISBN 0-85052-860-7
- Coll, Steve, , New York: Penguin Press, 2004, ISBN 1-59420-007-6
- Henderson, Robert D'A, , Dulles, VA: Brassey's, 2003, ISBN 1-57488-550-2
- Schneider, Jerrold E.; Chari, P. R.; Cheema, Pervaiz Iqbal; Cohen, Stephen Phillip, , London: Routledge, 2003, ISBN 0-415-30797-X
- Crile, George, , New York: Grove Press, 2003, ISBN 0-8021-4124-2
- Todd, Paul; Bloch, Jonathan, , Dhaka: University Press, 2003, ISBN 1-84277-113-2
- Bamford, James, , New York: Doubleday, 2004, ISBN 0-385-50672-4
- Kiessling, Hein G. (2016), Faith, Unity, Discipline: The ISI of Pakistan: India: HarperCollins, ISBN 978-93-5177-796-0

## 外部連結
- Pakistan Security Research Unit (PSRU) （页面存档备份，存于）

 本文全部或部分内容来自美国联邦政府所属的美国之音网站。根据版权条款（英文）和有关美国政府作品版权的相关法律，其官方发布的内容属于公有领域。